# جون ستيوارت مكلينان
جون ستيوارت مكلينان (بالإنجليزية: John Stewart McLennan)‏ هو سياسي كندي، ولد في 5 نوفمبر 1853 في مونتريال في كندا، وتوفي في 15 سبتمبر 1939 في أوتاوا في كندا. حزبياً، نشط في حزب كندا المحافظ. وقد انتخب عضو مجلس الشيوخ الكندي.